# Каламаријери (Рагуза)
Каламаријери је насеље у Италији у округу Рагуза, региону Сицилија.
Према процени из 2011. у насељу је живело 353 становника. Насеље се налази на надморској висини од 303 м.